# 아네슈카 체스카
아네슈카 체스카 또는 보헤미아의 아네슈카(체코어: Anežka Česká, 1211년 6월 20일 프라하 ~ 1282년 3월 2일 프라하), 성녀 아네슈카(체코어: Svatá Anežka Česká 스바타 아네슈카 체스카[*])는 보헤미아의 로마 가톨릭교회 수녀이자 로마 가톨릭교회 성인(聖人)이다.
성(聖) 바츨라프(보헤미아의 바츨라프 1세 공작)의 후손이며 보헤미아의 국왕인 오타카르 1세의 딸이다. 신성 로마 제국의 황제였던 프리드리히 2세의 아들인 하인리히 7세, 오스트리아의 공작 레오폴트 6세, 잉글랜드의 국왕 헨리 3세 등과의 정략 결혼 요구를 거부하고 교황 그레고리오 9세의 도움으로 수녀가 되었다.
1232년에는 자신의 오빠인 바츨라프 1세 국왕으로부터 받은 영지에 성 프란치스코 병원을 세웠으며 1232년부터 1233년까지 고딕 건축 양식을 띤 성녀 아네슈카 프란치스코회 수도원을 설립했다. 1234년에 수도원장으로 부임한 뒤부터 병원을 찾은 환자들의 간호에 힘썼다. 1874년에는 교황 비오 9세에 의해 로마 가톨릭교회 성인으로 시복되었고 1989년 11월 12일에는 교황 요한 바오로 2세에 의해 로마 가톨릭교회 성인으로 시성되었다.

## 같이 보기
- 프르셰미슬 왕조